# بنجامين روبرت ستيفنسون
بنجامين روبرت ستيفنسون هو محامي وسياسي كندي، ولد في 10 أبريل 1835، وتوفي في 16 يناير 1890. حزبياً، نشط في الجمعية الليبرالية لنيو برونزويك ‏. وقد انتخب عضو الجمعية التشريعية لنيو برونزويك ‏ وانتخب Speaker of the Legislative Assembly of New Brunswick ‏ (1879 – 1882).